# Hiperplàsia

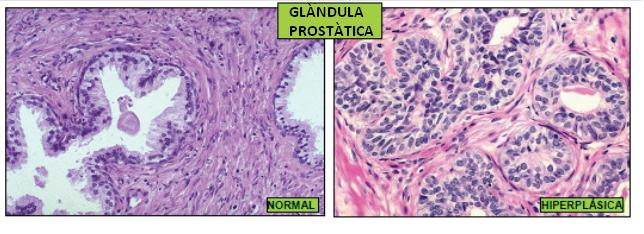
Mostra histològica de la glàndula prostàtica d'un teixit normal, i d'un teixit que presenta hiperplàsia

La hiperplàsia és una adaptació celˑlular que consisteix en un increment en el nombre de cèlˑlules que, normalment, succeeix després d'una hipertròfia que ha superat el límit de l'índex nucli/citoplasma. Aquest increment celˑlular no es troba associat a un procés neoplàsic. És una adaptació reversible.
És produïda per dos processos no simultanis. El primer d'aquests processos és conseqüència de la hipertròfia celˑlular, ja que totes les cèlˑlules tenen una relació nucli/citoplasma màxima que no es pot superar. Si l'exigència funcional persisteix, com que no es pot superar el llindar màxim, s'inicia el primer procés de la hiperplàsia. El segon procés consisteix en una divisió celˑlular degut a la presència de factors de creixement que n'estimulen la proliferació, aquests factors de creixement tenen diversos orígens i normalment provenen d'un procés inflamatori.